# Бон-Жезус-да-Пенья
Бон-Жезус-да-Пенья (порт. Bom Jesus da Penha) — муниципалитет в Бразилии, входит в штат Минас-Жерайс. Составная часть мезорегиона Юг и юго-запад штата Минас-Жерайс. Входит в экономико-статистический  микрорегион Пасус. Население составляет 3967 человек на 2006 год. Занимает площадь 209,069 км². Плотность населения — 19,0 чел./км².

## История
Город основан 1 марта 1963 года. 

## Статистика
- Валовой внутренний продукт на 2003 год составляет 20 212 160,00 реалов (данные: Бразильский институт географии и статистики).
- Валовой внутренний продукт на душу населения на 2003 год составляет 5371,29 реалов (данные: Бразильский институт географии и статистики).
- Индекс развития человеческого потенциала на 2000 год составляет 0,776 (данные: Программа развития ООН).